# Raffaele Grimaldi
Raffaele Grimaldi (Reggio Emilia, XV secolo – Reggio Emilia, XV secolo) è stato un orafo italiano.

## Biografia
Grimaldi fu attivo a Reggio Emilia verso la fine del XV secolo.
Tra il 1482 e il 1485 eseguì per il duomo della città il ricco reliquiario di San Caterina (Victoria and Albert Museum di Londra), la cui raffinata decorazione si richiama alla scuola francese.

## Opere
- Reliquiario di San Caterina (Victoria and Albert Museum di Londra).